# Hölle der Liebe
Hölle der Liebe ist ein deutscher Stummfilm aus dem Jahre 1926 von Bruno Rahn mit Wilhelm Dieterle, Vivian Gibson und Erich Kaiser-Titz in den Hauptrollen.

## Handlung
Werner Ehlermann liebt Erika Heinicke, die Tochter seines Prokuristen, die seine Liebe erwidert. Werners jüngerer Bruder Fritz ist ein ziemlicher Tunichtgut. Eines Tages bedient er sich aus der Firmenkasse, sodass der für die Finanzen zuständige alte Heinicke augenblicklich in Verdacht gerät, lange Finger gemacht zu haben. Heinicke muss wegen Diebstahls für sechs Monate hinter Gittern. Mutter Ehlermann, die weiß, dass ihr Fritz den Diebstahl begangen hat, schweigt jedoch vor Gericht. Sie meint, schon genug zu erleiden, da Fritz jüngst mit dem Auto verunglückte …
Als Heinicke aus der Haft entlassen wird, ist Fritz zwischenzeitlich gestorben. Auch jetzt sagt die Alte nicht die Wahrheit, will sie doch ihren toten Sohn nicht auch noch als Dieb gebrandmarkt sehen. Durch einen anonymen Brief wird Heinicke jedoch mitgeteilt, dass die alte Ehlermann von seiner Unschuld wusste, aber dennoch schwieg. Er eilt zu der trauernden Mutter, in der ursprünglichen Absicht, mit ihr abzurechnen. Doch er erkennt ihr Leid und erfährt überdies, dass seine Tochter Erika den „guten Sohn“, Werner Ehlermann, demnächst zu heiraten gedenkt und lässt von seinem finsteren Plan ab.

## Produktionsnotizen
Hölle der Liebe, Untertitel Erlebnisse aus einem Tanzpalast, entstand im Efa-Atelier und im Grunewald-Atelier, passierte am 19. August 1926 die Zensur und wurde am 13. September desselben Jahres in der Schauburg (Berlin) uraufgeführt. Der mit Jugendverbot belegte Sechsakter besaß eine Länge von 1874 Meter.
Otto Gülstorff entwarf die Filmbauten.